# Osmia satoi
Osmia satoi is een vliesvleugelig insect uit de familie Megachilidae. De wetenschappelijke naam van de soort is voor het eerst geldig gepubliceerd in 1950 door Yasumatsu & Hirashima.